# Benhall
Benhall är en by och en civil parish i distriktet East Suffolk i Suffolk i England. Orten har 521 invånare (2011). Byn nämndes i Domedagsboken (Domesday Book) år 1086, och kallades då Benehal(l)a/Benehala.